# Phthorimaea albicostella
Phthorimaea albicostella är en fjärilsart som beskrevs av Vorbrodt 1928. Phthorimaea albicostella ingår i släktet Phthorimaea och familjen stävmalar. Inga underarter finns listade i Catalogue of Life.